# Charles Bennett
Charles Bennett (Shapwick, 28 de dezembro de 1870 - Bournemouth, 9 de março de 1949) foi um atleta britânico, campeão dos 1 500 metros nos Jogos Olímpicos de Paris em 1900.
Motorista de táxi por profissão, oriundo do condado de Dorset, Bennett foi um dos grandes corredores britânicos de sua época, vencendo várias corridas de 6 milhas e de cross-country, em 1899 e 1900. Neste ano, ele venceu o título britânico da milha, qualificando-se para os Jogos Olímpicos em Paris.
Bennett venceu a prova, com o tempo de 4min06s, um recorde mundial extra-oficial, tornando-se o primeiro britânico campeão olímpico de atletismo. Ele ainda veio a ganhar uma segunda medalha de ouro, integrando uma equipe mista de atletas composta por ele, John Rimmer, Alfred Tysoe, Sidney Robinson e o australiano Stan Rowley, que venceu os 5 000 m por equipes. Sua terceira prova naquela Olimpíada foi a de 4 000 m com barreiras, prova não mais existente no programa olímpico, em que ficou com a prata.
Bennett morreu aos 78 anos, na cidade de Bournemouth.